# Островський Микола Олексійович
Мико́ла Олексійович Остро́вський (нар. 16 [29] вересня 1904, Вілія, Острозький повіт, Волинська губернія, Російська імперія — пом. 22 грудня 1936, Москва, РРФСР, СРСР) — радянський письменник; учасник встановлення радянської влади в Україні та боротьби з повстанським рухом за незалежність. За офіційною версією служив у бригаді Котовського, 1-й кінній армії та Частинах особливого призначення (ЧОН) Червоної армії (але у власній автобіографії Островський не позначує перебування на фронті), співробітник  Ізяславської ЧК (1919—1921), секретар райкому комсомолу в Берездові та Ізяславі, секретар окружкому комсомолу в Шепетівці (1924); бригадний комісар Політуправління Червоної армії (1936).
Як письменник відомий своїми романами «Як гартувалася сталь» та «Народжені бурею», які критикують за антиукраїнське зображення борців за незалежність України під час радянсько-української війни 1917—1921 років.

## Біографія

### Дитячі роки
Микола Островський народився у селі Вілія Острозького повіту Волинської губернії (нині Острозький район Рівненської області). Значну частину свого життя прожив в Україні (у своєму рідному селі, потім у містах Шепетівка, Київ, Берездівському районі, Ізяславі).
Мати Островського, Ольга Йосипівна, походила з родини чеських колоністів, які оселилися на Волині в другій половині XIX століття. Не бажаючи наймитувати, Ольга Йосипівна одружилася з немолодою людиною, удівцем Олексієм Івановичем Островським.
У селі Вілія Микола закінчив церковнопарафіяльну школу, деякий час після приїзду в Шепетівку навчався тут в училищі. Це були навчальні заклади, де викладання велося російською мовою. Більшість книг, які читав майбутній письменник, були російською мовою.
Коли в Шепетівці існувала влада Української Народної Республіки (УНР), а потім гетьманату Павла Скоропадського й знову УНР (друга половина 1917 — перша половина 1919 рр.), майбутній письменник навчався в початковому училищі, де викладання велося українською мовою. Згадуючи про прихід Миколи до цього училища, М. Рожанівська писала: «Я пояснила хлопцеві, що тепер в Україні відкриваються школи, в яких викладатимуть рідною мовою. Хлопчик відразу ж попросив книгу українською мовою. Я дала йому підручник з історії культури і дозволила взяти його додому».
М. Рожанівська ще згадує, що на підлітка Миколу Островського вельми вплинула творчість Т. Шевченка: «…читали біографію Тараса Шевченка і його „Кобзар“. На Колю справило величезне враження життя цієї великої людини».[джерело?]

### Події 1919—1920 років
За радянського часу існувала стійка традиція «героїзації» життєпису Миколи Островського на тлі буремних військових подій на теренах України. Різні публікації зображали хлопця у віці 15–16 років комсомольцем, працівником ревкому в Шепетівці та бійцем батальйону Особливого призначення Ізяславської ЧК, червоним кіннотником-фронтовиком, пораненим на польському фронті й демобілізованим. Значною мірою ці відомості являли собою проєкцію на долю автора роману «Як гартувалася сталь» подробиць літературної біографії його героя Павла Корчагіна. Проте оприлюднені у 1990-х роках архівні матеріали (зокрема, автобіографія Миколи Островського 1924 року) змушують критично поставитися до радянських міфологем. З нових джерел витікає, що у 1919—1920 роках Островський жив у Шепетівці, працював дроворізом на складі, учнем помічника кочегара на електростанції, кубовщиком, одночасно вчився в школі. Саме таке тлумачення згаданого періоду біографії письменника прийняте нині в Енциклопедії історії України.
|  | Автобіографія. Родився я в 1904 р. в селі Віліі Волынської губерніі. Батько мій працював на гуральні робітником в солодочному відділі. Там я вчивсь в сільській школі. 1914 р. коли кінчалася війна ґуральню закрили і батько зоставсь без роботи, тоді він переіхав з семею на ст. Оженін п.з.з., де працював в сіноприемочному пунктові. Мій старший брат поступив у 1914 р. На ст. Шепетівку на службу помічником слюсаря в депо і ми всею сімею преіхали в Шепетівку. Мій батько старий, 68 л., не міг вже працювати, тоді нам з братом прийшлось працювати на сім’ю. Я поступив на роботу в буфет на станції, на кухню підносити обіди. Там я пробув до 19 року, в 1919 р. поступив на матеріяльний склад ст. Шепетівки різати дрова до паровика, де й проробив до 20 року. Потім поступив звіте учнем помішником кочегаря на электростанціі, де проробив до року. Був кубовщиком на станціі в переміжку вчився в школі. В 21 році була перша конференція робітничої молоді, де я був вибраний на повітову конференцію молоді, після чого вступив в КСМУ Шепетівської організації. В серпні місяці КС командірувало мене в Киів до школи Залізно-дорожноі (электро-техничный відділ), де я був до кінця 1922 р. Опісля був хворий кілька раз (більше 8 м.) тифом. Захворавши, приіхав в Шепетівку до батьків, де й болів. В час цеі хворісті в грудні м. проходила Всеукраінська перепис КСМУ, котрій я не пройшов і механично вибув з КСМ. Після хворісті вступив в КСМУ в 1923 р., в травні місяці був посланим Окркомом КСМ секретарем Берездівськоі районовоі організаціі, де працював увесь 23 рік. У вересні 23 року був прийнятий кандідатом КПБУ Берездівською парторганізаціею і затверджений Окркомом КПБУ 17 січня - 24 р. Рекомендували в партію: Лисицин Миколай Миколаевич, член кпбу з 18 року, п.к.ч. 289188, Предрайвиконкому. Трохимів, член КПБУ з 20 р.п.к.ч. 290391 секретар Райпарткому і Панасевич, член КПБУ з 20 р., п.к.ч. 2777. В травні місяці був посланний окркомом КСМУ райорганізатором на Заславля, де й працюю до цього часу. Н.А.Островський |

.
У липні 1920 року на доручення Шепетівського ревкому Микола Островський обстежував будинки, «покинуті буржуазією», з метою вилучення книг для громадської бібліотеки.

### Інвалідність
В 1921–1922 роках Островський навчався у Київському електромеханічному технікумі (тепер Київський електромеханічний коледж). У радянські часи був поширений міф, буцімто у жовтні-грудні 1921 року він працював на будівництві вузькоколійної залізничної лінії завдовжки 6 верст між лісозаготівлею біля Боярки та колією Фастів — Київ, спричиненому необхідністю постачання Києва дровами (згодом у Боярці було відкрито музей М. Островського — тепер краєзнавчий, встановлено пам'ятний знак «Боярка-БАМ» на честь будівництва вузькоколійки). Внаслідок виснажливої роботи й він нібито й хворів на важку форму висипного тифу, надалі у нього розвинувся ревматизм, що перейшов у поліартрит. Проте дослідник Андрій Ковальов, опрацювавши документи з фондів Державного архіву Київської області, довів — серед них немає жодного документа, який би свідчив про організацію в Києві, а саме в Головних залізничних майстернях (де, згідно з автобіографією, із серпня 1921 по кінець 1922 року) комсомольських або будь-яких інших бригад для проведення лісозаготівель або будівництва вузькоколійних залізниць. Також у архівних фондах Залізничного лісового комітету за 1920—1921 роки немає жодного документа, який би свідчив про будівництво вузькоколійки в околицях Боярки.

В проміжках між лікуванням займався громадською роботою. У 1923—1924 рр. — член Шепетівського окружкому Комсомолу, політрук Райвсеобуча, кандидат в члени губкому Комсомолу. Наприкінці червня 1924 р. був зарахований бійцем Окремого шепетівського батальйону ЧОН. 9 серпня того ж року вступив до РКП(б). Але вже 22 серпня отримав відпустку за станом здоров'я, і все його подальше життя перетворилося на суцільну боротьбу з хворобами. Перебував на лікуванні у Харкові, Слов'янську, Євпаторії, Новоросійську, біля Краснодара. У 1926 р. одружився в Новоросійську з Раїсою Порфирівною Островською (Моцюк).
З 1927 р. був остаточно прикутий до ліжка. Після невдалого лікування оселився у Сочі. Навіть ставши повним інвалідом, намагався брати активну участь у «викритті чужорідних елементів» серед апарату домоуправлінь свого та сусідніх будинків. Надалі стан Островського ускладнився хворобою очей, аж до повної сліпоти; попри це, він намагався продовжити освіту. У 1929—1930 рр. в Москві відбулося чергове невдале хірургічне втручання.

### Творча діяльність
Свої літературні спроби Микола Островський започаткував у 1927—1928 рр. У 1930 р. розпочав працювати над книгою «Як гартувалася сталь» з певними автобіографічними мотивами, текст якої записував за допомогою трафарету для сліпих або диктував. Першу частину цього роману було надруковано в журналі «Молода гвардія» у 1932 р.; друга частина оприлюднена в тому ж журналі у 1934 р.
Поява роману, головний герой якого Павло Корчагін був більшовиком-фанатиком, викликала великий резонанс у країні. На адресу письменника приходили сотні читацьких листів.
У 1935 році Островській був нагороджений орденом Леніна, йому було подаровано будинок у Сочі і квартира в Москві. В січні 1936 року йому було присвоєно звання бригадного комісара. Зелену гімнастерку з ромбами Островський вперше вдягнув 8 березня 1936 року.
Останні декілька місяців він прожив на вулиці свого імені (раніше Мертвий провулок), приймаючи вдома читачів і письменників. Він узяв на себе зобов'язання написати новий роман «Народжені бурею» в трьох частинах і встиг написати першу частину, але роман був визнаний слабкішим попереднього, зокрема самим Островським.
Помер у Москві 22 грудня 1936 р., похований на Новодівочому цвинтарі.

## Критика
Історик та краєзнавець Андрій Ковальов у своїй книжці «Як гартувалася державність» стверджує, що роман «Як гартувалася сталь» писав не Островський, а команда радянських авторів, зокрема, Марк Колосов, Олександр Серафимович, Анна Караваєва, які за спогадами самого Островського дійсно йому допомогали не тільки у технічному записі рукопису, але і у редактурі. Також дослідник відмічає ряд невідповідностей між описами роману і реальними фактами щодо Боярки — відсутність будівництва вузкоколійки, піщаний ґрунт, а не описаний в романі кам'янистий.

### Участь у антиукраїнській пропаганді
Більшовицька, а згодом і російська влада активно використовували звинувачення в антисемітизмі аби дискредитувати українську визвольну боротьбу у 1917—1921 роках. В більшовицькій/російській пропагандистській літературі борці за незалежність України, а особливо Петлюра, поставали як організатори єврейських погромів. Ця пропагандистська література мала значне поширення у світі й за допомогою і на кошти радянської влади перекладалася різними мовами, видавалася великими накладами й всіляко поширювався для того, щоб створити негативний образ борців за незалежність України й представити їх антисемітами.
Саме Островський був одним з найвідоміших російських радянських письменників, що створювали таку пропагандистську антиукраїнську літературу. Бувши свідком російсько-української війни 1917—1921 років, Островський ставився упереджено до незалежної української держави. Зокрема у своєму романі «Як гартувалася сталь» Островський спеціально описує жахливий погром євреїв петлюрівцями, аби створити якомога більш негативний образ українських урядових військ. Усі борці за українську державність в його творі виключно «головорізи і громили», що влаштовують єврейські погроми та вбивають неповинних людей.

## Пам'ять
Вшанування пам'яті письменника в СРСР було широко поширене, набуваючи форм пропаганди. У багатьох містах і селищах України радянською окупаційною владою були встановлені пам'ятники, названі зупинки громадського транспорту на честь радянського діяча. Також на його честь названо астероїд 2681 Островський. У Київському річковому порту на честь Островського названо пасажирський теплохід (з 2015 року судно не експлуатується й перебуває в неробочому стані).

### Декомунізація
Після широкомасштабного вторгнення росії в Україну прізвище Островського потрапило у списки до декомунізації, відтак, були демонтовані пам'ятники у Києві, Коростені, Боярці, селі Берездів, згодом була перейменована значна кількість вулиць. Також у 2022 році був демонтваний пам'ятник Островському у Шепетівці, у Шостці демонтовано бюст. 10 жовтня 2024 пам'ятник Островському демонтували в селі Вілія на рівнінщені.

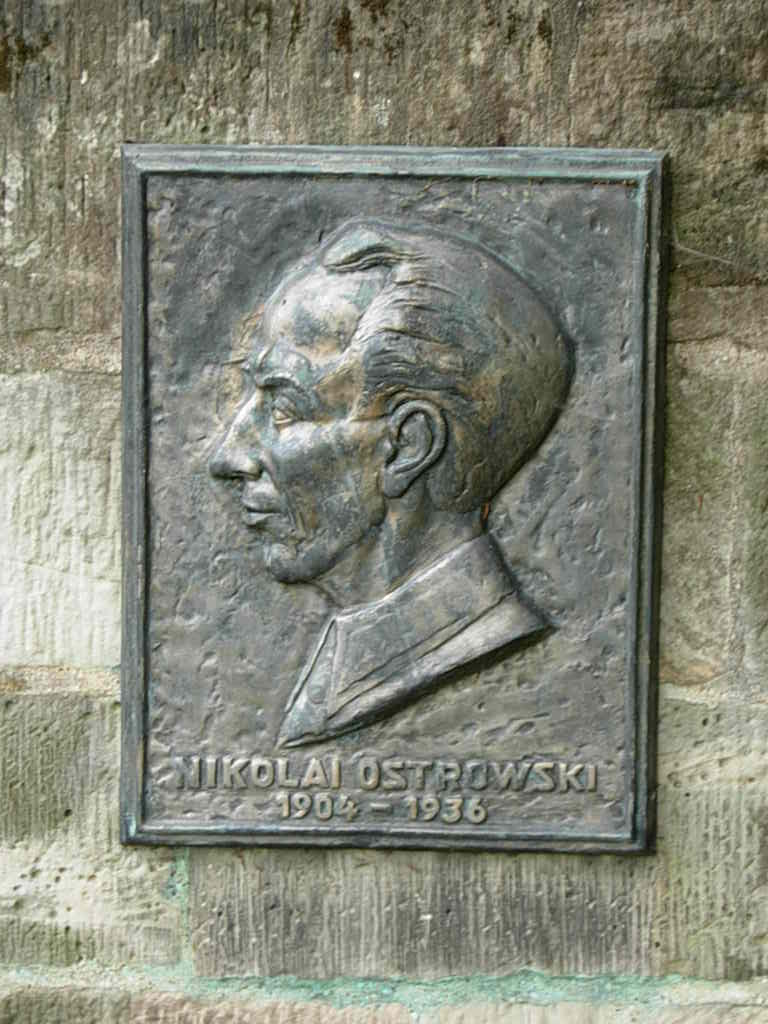
Настінний пам’ятний знак в м. Екартсбург (Eckartsburg), Німеччина.
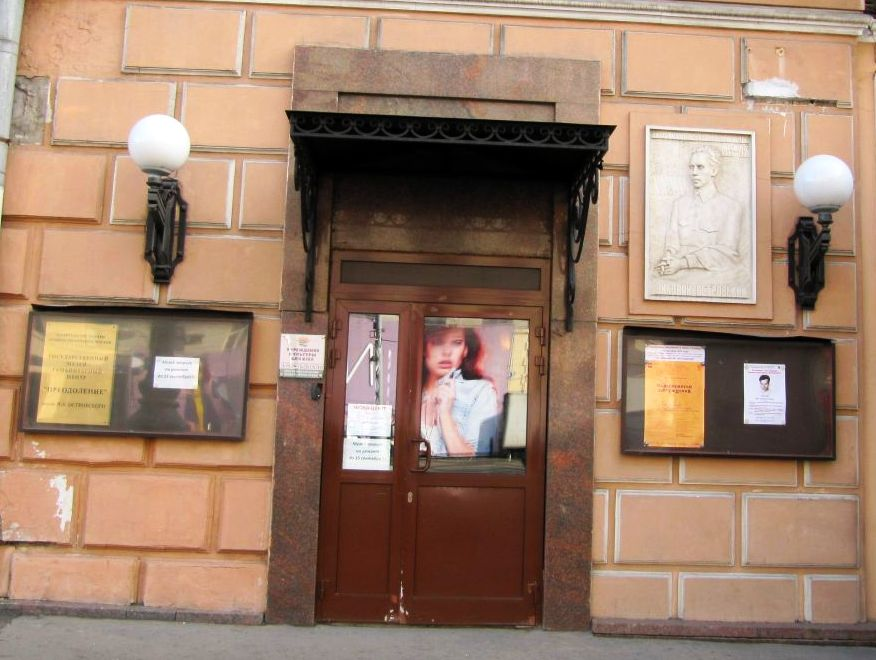
В цьому будинку в 1935—1936 роках жив і творив Микола Олексійович Островський. Нині тут музей. Москва, вул. Тверська, 14.
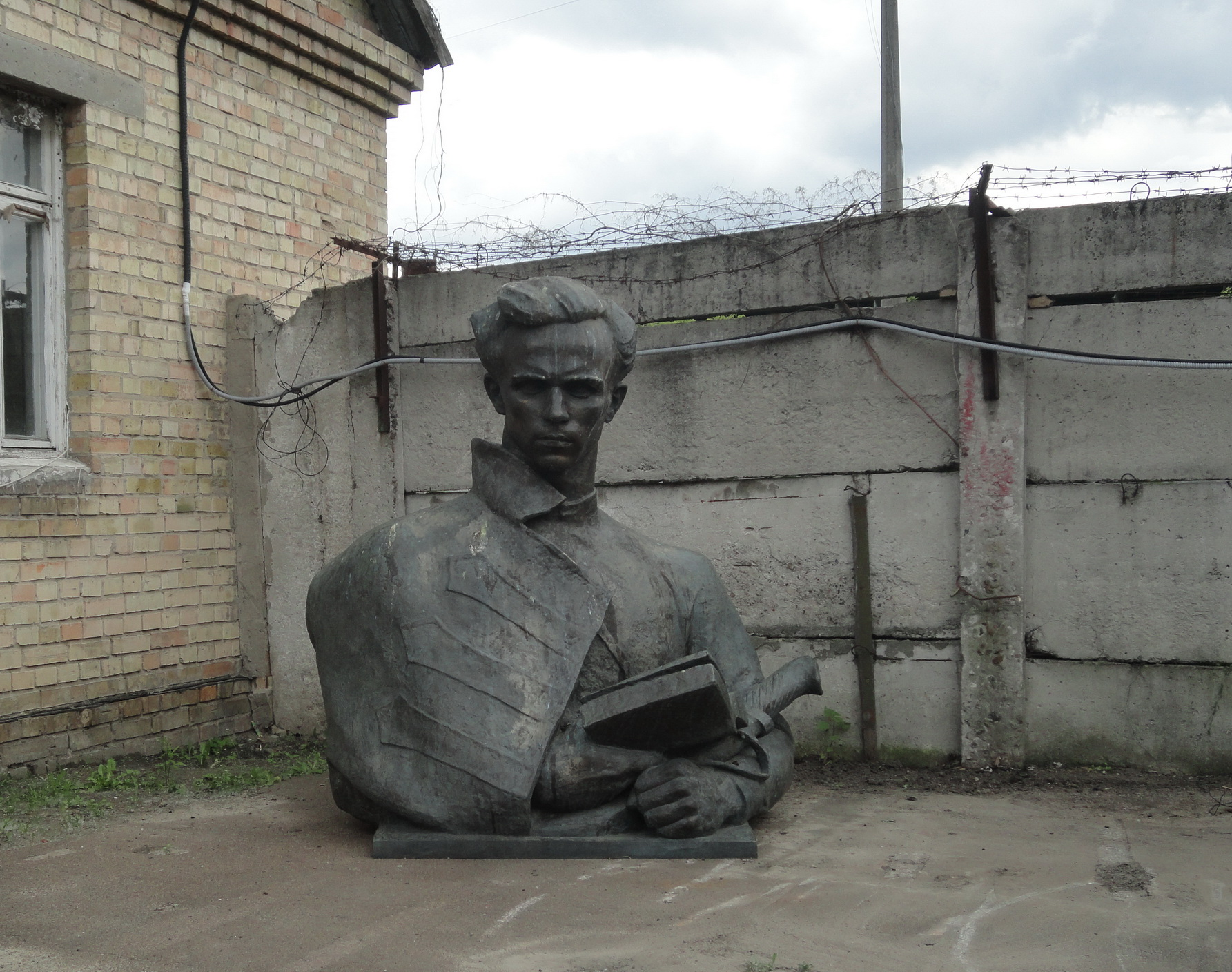
Бронзова скульптура Миколи Островського — частина монумента в Києві (скульптор В'ячеслав Клоков) після демонтажу, в тимчасовому сховищі. Травень 2016 року

## Переклади українською
Як гартувалася сталь
- Микола Островський (1934). Як гартувалася сталь. Переклад з російської: Олексій Варавва. Харків: Молодий більшовик. ? стор.
  - (передрук) Микола Островський (1935). Як гартувалася сталь. Переклад з російської: Олексій Варавва; малюнки: Зіновій Толкачьов. Одеса: Молодий більшовик. 546с стор. (2-ге вид.)
  - (передрук) Микола Островський (1937). Як гартувалася сталь. Народжені бурею. Переклад з російської: Олексій Варавва; малюнки: Абрам Рєзниченко. Київ-Одеса: Молодий більшовик. 534 стор. (3-тє вид.)
  - (передрук) Микола Островський (1949). Як гартувалася сталь. Народжені бурею. Промови, статті, листи. Переклад з російської: ?. Київ: Молодь. 605 стор.

- Нікалай Островський (1937). Як гартувалася сталь. Переклад з великоросійського: Дмитро Вислоцький[17][18]. Ню-Йорк: Ізданіє Лемко-Союза в США. 383 стор.[19]

- Микола Островський (1964). Як гартувалася сталь. Переклад з російської: Віктор Петровський. Київ: Молодь. 476 стор.
  - (передрук) Микола Островський (1967). Як гартувалася сталь. Народжені бурею. Переклад з російської: Віктор Петровський; малюнки: Абрам Рєзниченко. Київ: Молодь. 707 стор.
  - (передрук) Микола Островський (1971). Як гартувалася сталь. Переклад з російської: Віктор Петровський. Київ: Молодь. 373 стор.
  - (передрук) Микола Островський (1974). Як гартувалася сталь. Переклад з російської: Віктор Петровський. Київ: Дніпро. 312 стор.
  - (передрук) Микола Островський (1980). Як гартувалася сталь. Переклад з російської: Віктор Петровський. Львів: Каменяр. 335 стор.
  - (передрук) Микола Островський (1982). Як гартувалася сталь. Переклад з російської: Віктор Петровський. Київ: Молодь. 360 стор.

Народжені бурею
- Микола Островський (1937). Народжені бурею. Переклад з російської: Олексій Варавва. Київ-Одеса: Молодий більшовик. 277 стор.
  - (передрук) Микола Островський (1939). Народжені бурею. Переклад з російської: Олексій Варавва. Київ: Молодий більшовик. 229 стор.

Збірка творів
- Микола Островський (1958). Твори. Переклад з російської: ?; малюнки: Абрам Рєзниченко. Київ: Молодь. 940 стор.

- Микола Островський (1974). Твори у 3 т. Підготовка текстів та приміток: К. Трофімова; переклад з російської: ?; малюнки: Абрам Рєзниченко. Київ: Молодь. 940 стор.
- Т. 1: Як гартувалась сталь. Переклад з російської: Віктор Петровський; малюнки: Абрам Рєзниченко. Київ: Молодь, 1974. 366 стор.
- Т. 2: Народжені бурею. Переклад з російської: ?. Київ: Молодь, 1974. ? стор.
- Т. 3: Статті, промови, бесіди. Переклад з російської: ?. Київ: Молодь, 1974. ? стор.

Різне
- Микола Островський (1954). Збірник матеріалів. Переклад з російської: ?. Київ: Радянський письменник. 1954. — 350 с.
- Микола Островський (1957). Як гартувалася сталь: сценічна композиція П.Бондаренка. Переклад з російської: ?. Київ: Держлітвидав України. 98 стор.
- Микола Островський (1959). Публіцистика Миколи Островського.. Упорядник, автор передмови та приміток: Микола Логвиненко; Переклад з російської: ?. Київ: Держлітвидав України. 169 стор.
- Микола Островський (1962). Дитинство Павки Корчаніна.. Переклад з російської: ?. Київ: Дитвидав. 55 стор.
- Микола Островський (1977). Естафета мужності: статті, промови, бесіди, листи. Київ: Радянський письменник. 312 стор.